# SimCity 3000
SimCity 3000 je multiplatformní budovatelská strategie, vyvinutá studiem Maxis a publikovaná studiem Electronic Arts v letech 1999 až 2000. Jde o třetí vydání ze série her SimCity. SimCity 3000 podporuje operační systémy Windows, Macintosh a díky (dnes již zaniklé) společnosti Loki také Linux.

## Hratelnost
SimCity 3000 se hraje z izometrického pohledu.

### Budovy
Hra má kategorizování staveb. Je to přehledné.
Budovy mají oproti SimCity 2000 omezenou životnost. Životnost mají elektrárny a další inženýrské stavby. Jsou také vystaveny snižování maximálního výkonu v důsledku věku. Všechny elektrárny mají životnost a navíc vodní zařízení mají nyní také životnost.

### Terén
V SimCity a SimCity 2000 je hratelná krajina většinou hnědá, zatímco u SimCity 3000 je hratelná krajina realističtější zelenou barvou, spolu s dalšími barvami, které se postupně mění výškou, z béžové (plážový písek), ze zelené na hnědou (holé země), a na bílou (sníh). V SimCity 2000 mohla být země buď plochá nebo šikmá a všechny svahy měly stejnou strmost. V SimCity 3000, existuje pět různých strmých svahů, které vytvářejí rozmanitější krajinu. Na hratelné mapě se mohou objevit různé druhy stromů, od malých listnatých stromů po tyčí Redwoods.

### Poradci
SimCity 3000 a jeho revize, Unlimited, má sedm poradců, z nichž každý se zabývá konkrétním problémem (finance města, doprava, otázky životního prostředí, plánování města, bezpečnost, zdraví a vzdělávání a městské služby), kteří pomáhají hráčům činit správná rozhodnutí ve hře poskytování doporučení a poradenství. Na rozdíl od předchozích verzí SimCity mají tito poradci jména a vlastně dávají podrobné rady, nikoli stručné shrnutí situace v jejich oddělení.
Existují také navrhovatelé, z nichž mnozí jsou občany města, kteří žádají hráče, aby upravili městské politiky, jako je snížení daňových sazeb nebo vyhláška. Některé jsou vnější zájmy, často prosazují návrhy, které by poškodily město (tj. Vybudovat kasino, které by přitahovalo zločin) výměnou za podporu jeho finančních pokladen. Starostové čtyř měst sousedících na každém okraji mapy města (funkce přenesená z SimCity 2000) také zazvoní, pokud je k němu připojeno město hráče po silnici nebo po železnici, aby požádal, aby město hráče zacházelo se svými městskými službami (likvidace odpadu, voda, energie atd.) výměnou za finanční poplatek nebo nabídl, že soused bude zpracovávat městské služby pro město hráče.

### Zprávy
Kromě poradců se ve spodní části obrazovky posouvá zpravodajský zpravodaj, zobrazující relevantní informace o městě ve formě zpravodajských příběhů, jako například naznačující, že město potřebuje více škol nebo jak funguje konkrétní městské oddělení. Obecně platí, že když se ve městě dařilo velmi dobře, zpravodaj by zobrazoval titulky, které jsou pro hráče komické nebo dokonce nesmyslné a často zdánlivě k ničemu. Příklady takových titulků jsou: „Po 36 letech manželství muž objevil manželku jako formu vzácné rostliny yucca“ nebo „(Název města) vytiskne všechna nesprávná čísla v telefonním seznamu, vede k 15 sňatkům“ nebo cituje „Tommy“ B. Saif. "
Jiné titulky mohou být označeny „(City Name) News Ticker“ nebo „From Desk of Wise Guy Sammy“. Tentokrát bude ticker dokonce poskytovat předstih blížící se katastrofy. Na text v tiketu pak můžete kliknout a odhalit více o novince

### Památky
Skutečné světové památky jsou také představeny v SimCity 3000, ale jsou většinou pro estetické účely (i když umístění budovy by otevřelo možnost v okně městských nařízení pro reklamu v cestovním ruchu) a jsou bez stavebních nákladů. Mezi příklady památek v původním SC3K patří Parthenon, CN Tower, Notre Dame, Tower of China Tower, Empire State Building, Alexandrijští faráři a Twin Towers Světového obchodního centra, přičemž každá věž má samostatnou budovu, Socha svobody, Eiffelova věž, stejně jako Televizní věž Fernsehturm v Berlíně.

### Vztahy se sousedními městy
Novinkou pro hráče je interakce se sousedními městy, vyjednávání základních obchodních dohod s jinými starosty, jako je prodej nebo nákup vod, elektřiny nebo nakládání s odpady. Ty generují měsíční poplatek, který je buď přidán, nebo odečten z pokladny hráče, v souladu s dohodou. Zrušení dohody souseda by mělo za následek pokutu, ledaže by dohoda byla zrušena, když si druhé město přeje znovu projednat.

## Vznik a vývoj
Hru vyvinula společnost Maxis v roce 1999. Byla publikována společností Electronic Arts.
Plány hry byly původně vyrobeny v roce 1996 k rozvoji SimCity 3000 jako plně 3D hra, v melodii s nástupem 3D videoher. Ačkoli byla myšlenka považována společností Electronic Arts za nepraktická, protože byla příliš graficky náročná, vedení Maxis prosadilo tento koncept a hra byla vyvinuta na rok. Snímek z předběžné verze původní verze navrhuje grafiku podobnou té, kterou lze vidět v SimCopteru i v Streets of SimCity, a měl zahrnovat rozsáhlé mikromanagement. Když hra byla poprvé představena v roce 1997 na E3, byl herní zážitek „stále považován za rozpaky.“ Očekávalo se, že 3D verze hry se stane propadákem, a její budoucí vydání bylo dokonce považováno za fatální ránu již tak špatně vedoucí se společnosti Maxis, který v letech od SimCity 2000 nedokázal vydat ziskové tituly.
Po podpisu akviziční dohody Maxis ujistil veřejnost, že SimCity 3000 bude ještě uveden do provozu v prosinci 1997. Poté, co EA dokončila akvizici Maxis, byl Luc Barthelet přidělen EA jako nový generální ředitel Maxis. Byl znepokojen 3D SimCity 3000 a zpochybňoval životaschopnost hry s takovou grafikou. Nakonec, 3D verze byla úplně vyřazeny, Lucy Bradshaw byl předložen od EA v listopadu 1997, aby vedl 3000 SimCity projekt a nové verze na základě SimCity 2000 s izometrickou dimetrickou grafikou. Nový plán se zaměřil na zachování základního kódu hry, na zlepšení drobnějších funkcí ve hře, jako jsou větší mapy, nové úrovně přiblížení a další parametry hry.
Druhá verze Sim City 3000 během svého vystoupení v roce 1998 E3 získala pozitivnější příjem a po svém vydání v únoru 1999 byla dobře přijata (ačkoli Maxis původně zamýšlel hru vydat do Vánoc 1998; bez ohledu na to EA ochotně čekala do dokončení hry).

## Hudba a zvuk
Další významnou změnou oproti SimCity 2000 je přidání živého hudebního skóre, jehož hlavním skladatelem je Jerry Martin. Nový soundtrack obsahuje new age a jazzové písně. Patnáct skladeb ze hry je k dispozici také jako MP3 ke stažení na webových stránkách EA SimCity 3000 pro poslech mimo hru. Mezi hudebníky patří Glenn Letsch na basu, David Lauser na bicí, Darol Anger na housle, John R. Burr a Art Hirahara na klavír. K novému vydání bylo přidáno 5 nových skladeb, ale překlep ve hře AUDIO.INI způsobí, že se dvě ze starších skladeb neobjeví v nabídce výběru. Nelze je přehrát, pokud není soubor upraven z 0x0a na 0x13. (Concrete Jungle) Všechny skladby by měly mít také 0,1,0,1. (Hlavní téma SimCity 2000) Kromě této chyby existují tři skryté stopy. Také „Sim Broadway“ není zahrnuta v opakování a „SimCity 3000 Main Theme“ a „Loading Loop Music“ byly nahrazeny novými skladbami.

## Verze a distribuce

### Linux
Verze na Linux byla vyvinuta společností Loki, která je už zaniklá.

### Nintendo DS
SimCity DS je silně modifikovaná verze SimCity 3000 pro Nintendo DS propuštěn v Japonsku 22. února 2007, Severní Americe dne 19. června 2007 a v Evropě 22. června 2007. Hra dědí SC3K ' grafiky s, ale využívá duálních obrazovek kapesního počítače k zobrazení dalších rozhraní. Zahrnuty jsou také funkce specifické pro konzolu, jako je použití integrovaného mikrofonu konzoly, který se používá k odpálení ohně, a dotykové obrazovky, která se používá k ovládání rozhraní. Hra má také režim „Uložit město“, ve kterém hráč musí pomoci jednomu z několika měst zotavit se z katastrofy a dosáhnout konkrétního cíle, aby uspěl.

### iPhone a iPod Touch
SimCity 3000, známá jako SimCity for iPhone, byla vydána v roce 2008 pro iPhone a iPod Touch. Na rozdíl od SimCity DS je tato verze portem původní hry, upravenou pro použití uživatelského rozhraní dotykové obrazovky. Verze pro iPhone však chybí mnoho funkcí, včetně meziměstských vztahů nebo více typů silnic. Proto byla hra odstraněna z App Store v roce 2011.

### Rozšířená edice
V květnu 2000 byla hra znovu vydána pod různými názvy v různých regionech, jako jsou SimCity 3000 Unlimited (v Severní Americe a Oceánii), SimCity 3000 Deutschland (Německo), SimCity 3000 Korea (Jižní Korea), SimCity 3000 UK Edition (UK a Irsko) a SimCity 3000 World Edition (jiné země). To přidalo mimo jiné východoasijské a evropské stavební sady, další barvy terénu a typy vegetace, momentkovou funkci, další hudbu, vylepšenou verzi nástroje Building Architect Tool (pseudo-3D návrhový nástroj založený na kostkách), čtyři další katastrofy (například kobylky a vesmírné haraburdí ), další památky (jako Soulská věž a Helsinská katedrála), nové budovy odměn, třináct scénářů (spolu s editorem založeným na Microsoft Access) a nové FMV intro.
K dispozici jsou také předpřipravená města, včetně Londýna a Liverpoolu pro Spojené království, Berlína (s Berlínskou zdí), Madisonu, Madridu, Moskvy a Soulu. Hra také zahrnuje městské terény založené na geografii skutečných měst, včetně Hongkongu a Chicaga. V době vydání hry EA spustila webovou stránku pro Simcity 3000 Unlimited, která uživatelům umožňovala výměnu svých výtvorů. Web, dříve umístěný na adrese www.simcity.com/us/exchange/ (pro severoamerická území), již není k dispozici a lze k němu přistupovat pouze pomocí nástroje pro archivaci.
SimCity 3000 Unlimited byl digitálně znovu vydán na GOG.com 14. července 2016.

## Přijetí

### Kritika a ocenění
Hra SimCity 3000 obdržela kladné recenze. IGN ji udělilo 9 bodů z 10 a pochválilo její zvuk, hratelnost, grafiku a trvalou přitažlivost. GameSpot dal titulu 8,5 bodu a ocenil jeho grafiku, kritizoval však systém poradců. SimCity 3000 Unlimited získalo též pozitivní kritiky; IGN mu dalo 9,1 bodu a ocenilo jeho prezentaci a grafiku. V roce 1998 organizace Academy of Interactive Arts & Sciences nominovala SimCity v kategorii „Počítačové strategie roku“, v kategorii nicméně zvítězila hra Sid Meier's Alpha Centauri.
Časopis Next Generation recenzoval verzi hry pro osobní počítače; ohodnotil ji čtyřmi hvězdičkami z pěti a uvedl, že „SimCity 3000 je skvělou zábavou plnou zajímavé a poutavé hratelností.“

### Prodeje
SimCity 3000 se prodalo v premiéře šest měsíců 1 milion kopií. Na německém trhu obdržela do konce května 1999 cenu „Gold“ od Verband der Unterhaltungssoftware Deutschland (VUD), která uvádí prodej nejméně 100 000 kusů v Německu, Rakousku a Švýcarsku. Jednalo se o nejprodávanější počítačovou hru Spojených států v první polovině roku 1999 a do konce září prodalo v zemi 470 000 kusů. To přineslo příjmy téměř 20 milionů dolarů. Získal druhé místo za celý rok - za Rollercoaster Tycoon- s prodejem 657 514 kopií a příjmem 26,8 milionu USD. Tato hrubá hodnota byla nejvyšší v tomto roce pro počítačovou hru ve Spojených státech. V roce 2000 se SimCity 3000 ' umístila na devátém místě ve Spojených státech, přičemž bylo prodáno dalších 385 001 kusů. To přineslo dalších 10,5 milionu dolarů v příjmech.
Ve Spojených státech byla hra Unlimited Edition sama o sobě prodána 1,1 milionu kopií a do srpna 2006, po jejím vydání v lednu 2000, vydělala 27,5 milionu dolarů. Edge ji zařadil mezi šestou nejprodávanější počítačovou hru země od ledna 2000 do srpna 2006 a nejprodávanější titul SimCity během tohoto období. Kombinovaný prodej všech počítačových her SimCity vydaných v období od ledna 2000 do srpna 2006, včetně SimCity 3000 Unlimited, dosáhl ve Spojených státech do druhého data 3,4 milionu kusů. SimCity 3000: UK Edition získala prodejní cenu Platinum od Asociace vydavatelů zábavního a zábavního softwaru (ELSPA), s uvedením prodejů ve Spojeném království nejméně 300 000 kopií.
Podle Maxis je Lucy Bradshaw, SimCity 3000 celkové tržby ve výši 4,6 milionu jednotek v lednu 2002. Na základě údajů z registrací produktů, vysvětlila, že userbase celkovém série byly tři čtvrtiny muže a jednu čtvrtinu žena v té době. Hra do roku 2007 prodala celosvětově 5 milionů kopií.